# うるま市立石川中学校
うるま市立石川中学校（うるましりつ いしかわちゅうがっこう）は、沖縄県うるま市にある市立中学校。

## 通学区域
松島区、宮前区、東山区、港区、曙区、南栄区、城北区、中央区、旭区

## 著名な出身者
- 知念孝